# 去甲肾上腺素和特异性5-羟色胺能抗抑郁药

第一种NaSSA类药物米氮平的化学结构。

去甲肾上腺素和特异性5-羟色胺能抗抑郁药（英語：Noradrenergic and specific serotonergic antidepressants）(NaSSAs)是一类主要用来治疗抑郁症的抗抑郁药。

## 引用
1. ↑  Robert M. Julien. . Macmillan. 17 September 2004: 286  [23 April 2012]. ISBN 978-0-7167-0615-1. （原始内容存档于2015-04-07）.